# Fett und Fett
Fett und Fett ist eine deutsche Comedyserie, die seit 2019 auf ZDFneo und der ZDFmediathek ausgestrahlt wird. Sie wurde von Chiara Grabmayr und Jakob Schreier entwickelt und spielt in München und Berlin.
Die Serie entstand aus No-Budget-Studentenprojekten der HFF München (ab 2015), initiiert von Grabmayr und Schreier, zunächst als Webserie (6 Episoden auf Vimeo).
Fett und Fett wurde von der Kritik überwiegend positiv aufgenommen. Die Serie wurde als authentisches und ungeschöntes Porträt einer orientierungslosen jungen Generation gewürdigt, das mit lakonischem Humor, episodischem Erzählstil und Alltagsnähe überzeugt. Der Spiegel bezeichnete sie als „voll charmant“ und lobte den Verzicht auf künstliche Dramatisierung zugunsten einer glaubwürdigen Figurenzeichnung. Auch die Süddeutsche Zeitung hob die „bemerkenswerte Mischung aus Melancholie und Selbstironie“ hervor.
Für die erste und zweite Staffel erhielt die Produktion je eine Nominierung für den Grimme-Preis in der Kategorie Fiktion. 2023 wurde die Serie zudem mit dem Blauen Panther – ehemals Bayerischer Fernsehpreis – in der Nachwuchskategorie ausgezeichnet.